# Franjevačka provincija Bosna Srebrena
Bosna Srebrena je franjevačka provincija i jedina od svih ustanova bosanske srednjovjekovne države, koja se uspjela očuvati sve do današnjih dana. Jedno vrijeme, i to nakon osvajanja Sulejmana II., bila je proširena daleko izvan granica Bosne i Hercegovine, obuhvaćajući i velik dio današnje Republike Hrvatske i susjednih zemalja, prostiravši se od Jadranskog mora sve do Budima i Sofije.
Nastala je 1514. podjelom Bosanske vikarije na Bosnu-Hrvatsku i Bosnu Srebrenu. Već 1517. godine, vikarije Bosna Srebrena i Bosna-Hrvatska podignute su u rang provincija (redodržava).
Bez obzira na sve nedaće, djelatnost bosanskih franjevaca bila je višestruka. Uz dušobrižništvo oni su među Hrvate zapadne, središnje, južne i istočne Hrvatske, Bosne i Hercegovine, Srijema i Bačke te diljem Kraljevine Ugarske širili prosvjetu i kulturu. Bili su jedini učitelji i začetnici prvih književnih i znanstvenih djela. Osim toga, čitavo su se vrijeme isticali kao istinski borci za zaštitu naroda od nasilja, zbog čega su često i sami stradavali.
Samo upornosti franjevaca treba zahvaliti što se kod hrvatskoga puka u Bosni i Hercegovini, Dalmaciji i Slavoniji nisu iskorijenili ni katolička vjera ni osjećaj pripadnosti hrvatskom narodu. I na kraju, njihova je velika zasluga da su utrli put i dali znatan doprinos standardiziranju hrvatskog jezika, znatno prije preporodnih zbivanja u 19. stoljeću.

## Povijest
Franjevci su u Bosnu došli potkraj 13. stoljeća (1291.) i nedugo potom u Srebrenici izgradili svoj prvi samostan po kojemu je kasnija redodržava nazvana Bosna Srebrenika ili Bosna Srebrena (lat. Bosna Argentina). U početku su pripadnici franjevačkoga reda bili uglavnom stranci (Nijemci, Mađari, Talijani), no ubrzo je, među inim i zbog zahtjeva domaćeg plemstva, prevladao domaći kler. Tako je npr. ban Stjepan Kotromanić tražio da duhovnici budu vični domaćem jeziku: u pismu datiranom 1347. traži i dobiva mnoga prava za franjevce u Bosni, pa tako i to da mogu sebi uzimali pomoćnike, ali samo in fidei doctrina peritos et lingue croatice non ignaros - "iskusne u nauku vjere i ne bez znanja hrvatskoga jezika".
Još od 1252. godine biskupi bosanske biskupije stoluju u Đakovu, što će se kao velik problem pokazati nakon učvršćenja granica između Austrije i Turske na Savi. Naime, svi su se svećenici koji su dolazili iz tih krajeva držali carevim špijunima. Jednako se gledalo i na papinske poslanike ako nisu dolazili preko Dubrovnika jer je Dubrovnik imao dobre odnose s Portom. Od kraja 16. stoljeća naslov bosanskih biskupa nose osobe predložene od bečkog Dvora. To najčešće nisu bili Hrvati, oni nisu ni mogli doći na teritorij svoje biskupije.
Prvo sjedište provincije bilo je u Srebrenici. Djelovali su franjevci ove provincije diljem Balkana i susjednih krajeva, do jadranske obale i Budima i Pešte. Prije stradanja Bosne i iseljavanja za vrijeme Eugena Savojskog, ova je provincija znala imati i preko 40 samostana, a danas je u Bosni postoji 18 samostana, u Srbiji (Beograd) jedan, te jedan u Hrvatskoj (S. Sopnica - Zagreb).
Prije dolaska Turaka franjevci su na području današnje BiH imali mnogo samostana. Spominju se ova mjesta u kojima su bili franjevački samostani: Herceg Novi, Ljubuški, Imotski, Mostar, Konjic, Mile kod Visokog, Kreševo, Deževice, Fojnica, Banski dvor (Kraljeva Sutjeska), Lašva kod Travnika, Olovo, Srebrenica, Tešanj, Skakava, Modriča, Gradovrh (kod Tuzle), Soli (Tuzla), Bijeljina, Sv. Marija u Polju (kraj Bijeljine), Teočak, Zvornik, Ljubovija, Jajce, Jezero, Vesela Straža, Rama, Glamoč, Podbila, Bihać, Krupa, Obrovac, Bila Stina, Otok, Kamengrad, Ostrovica, Bilaj, Podnovi, Livče (Lijevče), Greben (Krupa na Vrbasu) i Glaž na Ukrini.
Od pada Bosne, Hercegovine i hrvatskih zemalja pod osmansku vlast, kako nije bilo drugih svećenika, o očuvanju vjere skrbili su isključivo franjevci i nekoliko svećenika glagoljaša. Obavljati službu duhovnog pastira u ono vrijeme bilo je izvanredno teško. Crkava gotovo i nije bilo. Nakon Bečkog rata bilo ih je svega pet, od čega tri samostanske. Sve druge crkve i samostane Turci su do tada srušili, a nisu dopuštali graditi nove ili popravljati stare. Bogoslužje se zato služilo uglavnom na otvorenom, bez obzira na vremenske prilike. Da bi stigao do svojih vjernika, fratar je često morao pješačiti na desetke kilometara po bespućima stalno izložen opasnosti od napada kakvog nasilnika. Mnogi su franjevci obavljajući pastoralni rad, bili ubijeni ili teško pretučeni, stoga su hodali u civilu.
Budući da su bosanski biskupi stolovali u Đakovu i da nisu imali veze sa svojim vjernicima u Bosni i Hercegovini, utemeljen je 1735. godine Apostolski vikarijat u Bosni, a apostolskim vikarima (biskupima) imenovani su sve do 1881. godine domaći franjevci. Prvi apostolski vikar u Bosni bio je fra Matija Delivić. Za vrijeme uprave biskupa fra Rafaela Barišića bilo je težih sukoba u Apostolskom vikarijatu, što je dovelo do osnutka Apostolskog vikarijata u Hercegovini 1847. godine, gdje je za biskupa namješten upravo fra Rafael Barišić. Ni apostolski vikari nisu mogli izbjeći nedaće kojima su bili izloženi ostali franjevci, bilo na putu, bilo u samostanu.
Franjevačka provincija Bosna Srebrena, nakon osmanskih osvajanja, neko vrijeme je zauzimala prostor znatno veći od Bosne i Hercegovine: od Dalmacije na jugu, do Budima na sjeveru i Temišvara na istoku te dio današnje Bugarske. U njenim su granicama bili, npr. Šibenik, Skradin, Knin, Sinj, Vrlika, Makarska, Zaostrog, Imotski, Rama, Fojnica, Olovo, Srebrenica, Kreševo, Mostar, Tuzla, Modriča, Požega, Đakovo, Udbina, Gračac, Kostajnica, Našice, Vinkovci, Osijek, Pečuh, Budim. Na tome su području franjevci dugo bili jedini dušobrižnici i pučki prosvjetitelji. U početku pretežito za potrebe pastoralizacije, a dijelom i za školovanje vlastitoga podmlatka, bosanski franjevci su od početka 17. stoljeća razvili iznimno plodnu i raznovrsnu književnu djelatnost na hrvatskom (bosančicom i latinicom) i latinskom jeziku. 
Bez obzira na sve nedaće, djelatnost franjevaca bila je višestruka. Uz dušobrižništvo, oni su među Hrvate Bosne i Hercegovine, Slavonije, Zagore i ostalih dijelova Hrvatske koje su zauzeli Turci širili prosvjetu i kulturu. Bili su jedini učitelji i začetnici prvih književnih i znanstvenih djela. Osim toga, čitavo su se vrijeme isticali kao istinski borci za zaštitu naroda od osmanskog nasilja, zbog čega su često i sami stradavali. Za obranu svojih prava i prava svoga naroda tražili su zaštitu od sultana, da bi suzbili nasilje i nepravde nižih upravitelja. To je nerijetko bila samo skromna kratkotrajna pomoć, ali je i ona u nevolji bila dragocjena.
"Kako je djelovanje bosanskih franjevaca obuhvatilo za duže vrijeme Slavoniju i Dalmaciju, nije bez značenja da su se u okviru jedne franjevačke provincije okupili gotovo svi štokavski Hrvati, što će odigrati izvjesnu ulogu i u formiranju standardnoga jezika kod Hrvata.", ustvrdila je poznata paleografkinja i filologinja Herta Kuna. Tijekom povijesti mijenjajući granice (posebno u drugoj polovici 18. stoljeća, nakon oslobođenja Slavonije i Dalmacije), Bosna Srebrena je u najvažnijem razdoblju svoga postojanja (koje se proteže preko 300 godina) obuhvatila pod svojom jurisdikcijom najveći broj Hrvata štokavskoga (dijelom i čakavskoga i kajkavskog) narječja i vitalnom spisateljskom, prosvjetnom i općedruštvenom djelatnošću znatno doprinijela očuvanju i homogenizaciji hrvatskoga naroda.

## Književnost
Književnost bosanskih franjevaca obuhvaća sljedeća područja: 
1. nabožna djela (molitvenici, katekizmi, zbirke propovijedi, životi svetaca), npr. Nauk krstjanski (1611.) i Razlike besjede svrhu evandelja nedjeljnih priko svega godišta (1616.) fra Matije Divkovića, Pistole i evanđelja priko svega godišta (1613., latinicom) fra Ivana Bandulavića (druga polovica 17. stoljeća - prva polovica 18. stoljeća), Izpoviedaonik (1630.) fra Stjepana Matijevića (oko sredine 17. stoljeća - 1730.), Naslađenje duhovno (1682.) i Cvit kriposti (1701.) fra Pavla Posilovića (1600. – 1653.), Izpovied kršćanska (pučki "Stipanuša", 1701.) i Fala od sveti (1708.) fra Stjepana Margitića (oko sredine 17. stoljeća - 1730.), Cvit razlika mirisa duhovnoga (pučki "Babuša", 1726.) fra Tome Babića (1680. – 1750.), Pripovidanje nauka krstjanskoga (1750.) fra Jerolima Filipovića (1688. – 1765.), Testimonium bilabium (1755.), Od uzame (1765.), Nediljnik dvostruk (pučki "Čizmar", 1766.) i Svetnjak (1766.) fra Filipa Lastrića, Kratko skupljenje čudoredne, iliti moralne bogoslovice svrhu sedam katoličanske crkve sakramenatah (1782.) fra Marka Dobretića (1707.? - 1784.);
2. samostanske ljetopise, npr. fojničkoga samostana fra Nikole Lašvanina (1703.? - 1750.), sutješkoga samostana fra Bone Benića (1708. – 1785.), kreševskoga samostana fra Marijana Bogdanovića (1720. – 1772.);
3. prva povijesna djela, npr. Epitome vetustatum Provinciae Bosnensis (1765.) fra Filipa Lastrića, Godišnjak događaja i promine vrimena u Bosni 1754. – 1882. (objavljeno tek 1991.) fra Jake Baltića (1813. – 1887.), Zemljopis i poviestnica Bosne (1851.) fra Ivana Franje Jukića;
4. pjesnička djela, npr. Pisna od pakla (1727.) fra Lovre Šitovića Ljubušaka (1682. – 1729.), Isitirion fra Ambroza (Ambrože) Matića (1795. – 1849.), Osvetnici (1861. – 1883.) fra Grge Martića;
5. putopise, npr. Putovanje iz Sarajeva u Carigrad godine 1852. mjeseca svibnja fra Ivana Franje Jukića;
6. memoarska djela, npr. Zapamćenja (1906.) fra Grge Martića;
7. gramatike latinskoga i hrvatskoga jezika: Prima grammaticac institutio pro tyronibus Illyricis accomodata (1712.) fra Tome Babića, Grammatica latino-illyrica (1713.) fra Lovre Šitovića Ljubušaka, Institutiones grammaticae idiomate Illyrico (1822.) i Syntaxis linguae latinae iuventuti Provinciae Bosnae Argentinae accomodata (1823.) fra Stjepana Marijanovića, Knjižica ručna (1832.) fra Ambroza (Ambrože) Matića i Slovnica jezika latinskoga ilirski iztumačena za porabu mladeži bosanske s kratkim i potrebitim rječnikom (1857.) fra Filipa Kunića (1821. – 1871.);
8. leksikografska djela koja su mahom ostala u rukopisu, npr. Blago jezika slovinskoga ili Slovnik u kojemu izgovarajuse rici Diacke Latinski, i Slovinski fra Ljudevita (Lalića?) iz Ružića (u 1. polovici 17. stoljeća - u početku 18. stoljeća), hrvatsko-latinski dikcionar fra Matije Jakobovića (potkraj 17. stoljeća - 1753.), anonimni latinsko-hrvatski (fojnički) rječnik iz 19. stoljeća (objavljen 2000. godine) te jezikoslovna djela od kojih je najvažnije De ratione depingendi seu vera ortographia (1853.) fra Marijana Šunjića (1789. – 1860.).

Bosanski franjevci svoj jezik zovu najčešće slovinskim ili ilirskim (“čistomaći, ispisa i složi u jezik slovinski“; Divković 1616.; “izvađen iz jezika latinskog u jezik iliriski, aliti slovinski“, Posilović 1647.), katkad bosanskim (“u pravi istiniti jezik bosanski“, Divković 1616.; “Ispoviedaonik“ prinesen u jezik bosanski, Matijević 1630.), a češće hrvatskim (“Pistole i Evanyelya po sfe godischie harvatskim yazichom stumacene“, fratri u Olovu 1586.; “bosanska dica naroda slavnoga i jezika harvatskoga“, Toma Babić 1712.; “..mi Hrvati istoma ili declinatione i imenah i conjugatione verbah hrvatski.“, Lovro Šitović Ljubušak 1713.; “po ocu fra B.Pavloviću iz Dubrovačke države..u harvaski jezik. Za korist naroda Harvaskoga“, Bernardin Pavlović, 1747.)
U tako opsežnoj produkciji, pisanoj na hrvatskom (pretežito) i latinskom jeziku, bosančicom i latinicom (latinica je odnijela pretegu u 18. stoljeću), nije lako odvojiti djela trajnije vrijednosti od onih koja imaju još jedino kulturno-povijesnu važnost. No, književnopovijesna istraživanja su došla do suglasja u sljedećim točkama:
- odgojiteljski, nacionalno-prosvjetni i općecivilizacijski rad bosanskih franjevaca je neprocjenjiv. On je u toj mjeri utkan u cijelo biće hrvatskoga naroda da uvelike nadilazi granice i Bosne i vjerske literature, kao i bilo kakve isključivo spisateljske djelatnosti. Od prosvjetnog do karitativnog, od dušobrižničkog do gospodarskog i općedruštvenoga napora, redovnici bosanske redodržave stoljećima bijahu kičmom većine hrvatskoga naroda. Bez franjevaca provincije Bosne Srebrene Hrvati ne bi bili ono što su danas.
- sudi li se isključivo estetskim mjerilima, malen je dio književne produkcije Bosne Srebrene još živ i životan. Najvrjedniji i najvitalniji su samostanski ljetopisi i memoarska literatura koja se čita kao realistična kronika jednoga doba, a koja je, među ostalim, bila glavnim vrelom inspiracije za većinu pripovijedaka i romana Ive Andrića. Ironijom sudbine, najutjecajniji pučki spisi, često oblika didaktičke i junačke poezije, te narodnih vjerskih moralki, najslabije su se oduprli koroziji vremena. Kao da je povijest htjela da za književnost Bosne Srebrene primijeni riječi iz Evanđelja po Marku: “Mnogi prvi bit će posljednji, a mnogi posljednji prvi“.
- gledano iz perspektive današnjice, možemo zaključiti da je spisateljska djelatnost bosanskih franjevaca integralnim dijelom, a katkad i ishodištem dvaju disciplina koje ne pripadaju umjetničkoj književnosti: jezikoslovlja i povijesne znanosti. Hrvatski jezik je nezamisliv bez rječnika i gramatika autori kojih su bosanski i hercegovački franjevci, od Šitovića do Marijanovića i Lalića, te oblika književnoga izraza popularnih poučnih djela Divkovića ili Babića. Također, historiografska djela, poglavito Lastrića, a manjim dijelom i Jukića, čine nezaobilazni izvor za poznavanje povijesti Bosne i Hercegovine.

Katkad se dovodi u pitanje nacionalna i književna pripadnost franjevačkih pisaca provincije Bosne Srebrene. Navodni se argument, temelji na tvrdnji da hrvatski pisci iz franjevačke provincije Bosne Srebrene (koja je, često se zaboravlja, uključivala i veći dio Dalmacije i Slavonije, pa je već time jasno hrvatski nacionalno obilježena) nisu imali hrvatsku, već "bosansku" nacionalnu svijest, pa time ne pripadaju u kanon hrvatske književnosti. Radi se uglavnom o ljetopiscima, autorima vjerskih moralki, raznih poučno-pobožnih djela te leksikografskih radova. Najpoznatiji su Matija Divković, Ivan Ančić, Pavao Posilović, Ivan Bandulavić, Stjepan Matijević, Filip Lastrić, Lovro Šitović Ljubušak, Marko Dobretić, Stjepan Margitić, Toma Babić, Bono Benić, Nikola Lašvanin, Ivan Franjo Jukić, Grga Martić, Jako Baltić, Vice Vicić, Martin Nedić.

## Narodni preporod
Najpoznatiji pokretači i nositelji hrvatskog narodnog preporoda u Bosni i Hercegovini koji su djelovali pod izravnim utjecajem Gaja i ostalih iliraca i koji su surađivali u Novinama horvatskim, slavonskim i dalmatinskim, kao i u njihovu kulturnom prilogu Danici, bili su Ivan Franjo Jukić, Grgo Martić, Martin Nedić i Marijan Šunjić. S druge strane, Gaj i njegovi suradnici živo se zanimaju za Bosnu i Hercegovinu, potiču suradnike u BiH i na idejnom i na kulturno-stvaralačkom polju. Napose su podupirali otpor protiv turske vlasti, što se posebice vidi u književnom stvaralaštvu hrvatskih preporoditelja u Bosni i Hercegovini. U dva navrata, 1840. i 1848. godine, na poticaj Ivana Franje Jukića trebalo je osnovati književno društvo pod imenom "Kolo bosansko", ali kako su osmanske vlasti zabranjivale takvu ideju, a ni među franjevačkim vodstvom nije bilo jedinstva, ta nakana nije ostvarena.
Posebno teško stanje za katolički narod bilo je u Hercegovini jer ondje nije bilo sakralnih objekata, pa se svećenička služba obavljala iz susjednih samostana u Dalmaciji i Bosni. Tijekom 19. stoljeća samostan u Kreševu postaje središte iz kojega je obavljano bogoslužje Hercegovine. Zbog udaljenosti (tri dana hoda) među franjevcima, koji su rodom iz Hercegovine, sazrijeva ideja da se samostan i crkva grade u Hercegovini. Za ostvarenje te ideje trebalo je dobiti dekret od Kongregacije za širenje vjere, suglasnost Ali-paše Rizvanbegovića i carev ferman te odabrati mjesto za gradnju crkve i samostana. Nakon nekoliko godina upornog traženja franjevci su dobili tražena dopuštenja i odvojili se od subraće u Bosni.
Gradnjom crkve i samostana na Širokom Brijegu i osnivanjem Kustodije godine 1852. te Provincije 1892. izgradila se franjevačka crkvena organizacija u Hercegovini. Grade se samostani na Humcu i u Mostaru, a otvaranjem škola: u Vukodolu kod Mostara 1852., Gorici 1853., Veljacima 1860., Humcu 1866., Širokom Brijegu i Tomislavgradu 1866., Gradinićima i Posušju 1867. te katoličkih učionica u Gabeli, Humcu, Širokom Brijegu i Konjicu, otpočeo je kulturni preporod u Hercegovini. Zahvaljujući osnutku prve hrvatske tiskare ("Tipografija katoličkog poslanstva u Hercegovini") u Bosni i Hercegovine, godine 1872. u Mostaru, koju je vodio Franjo Milićević, taj je proces još ubrzaniji. Tiskara je imala veliku ulogu u prosvjećivanju hrvatskog naroda i razvijanju hrvatske narodne svijesti. U razdoblju od tridesetak godina objavljeno je oko 600 knjiga pa je Mostar krajem 19. i početkom 20. stoljeća postao jače kulturno središte od većine gradova na Balkanu.
Uz franjevce u preporodna gibanja uključuje se i hrvatsko građanstvo. Osniva se niz organizacija i društava koja ističu nacionalnu hrvatsku pripadnost u svom nazivu, a preko njih hrvatsko ime prodire u hrvatski narod koji postaje svjestan svoje nacionalne pripadnosti. Hrvatska društva iz ovog perioda: Hrvoje u Mostaru, Slavuj u Trebinju, Trebižat u Ljubuškom, Dinara u Livnu, Trebević u Sarajevu, Majevica u Tuzli, Nada u Banjoj Luci... žarišta su hrvatskog narodnog preporoda u Bosni i Hercegovini. Uz društva se osnivaju čitaonice i knjižnice, u kojima se čitaju knjige, novine i kalendari, a održavaju se i tečajevi opismenjavanja.
Valja posebno istaknuti značenje prvih hrvatskih novina na tlu Bosne i Hercegovine što ih je pokrenuo i uređivao Franjo Milićević sa svojim suradnicima, a to su: "Hercegovački bosiljak" (1883.), "Novi hercegovački bosiljak" (1884.), "Glas Hercegovca" (1885.). U ljeto 1898. godine na idejnim temeljima Franje Milićevića, koji mu je bio stric i u duhu pravaške orijentacije, Ivan Aziz Milićević i njegovi suradnici u Mostaru pokreću "Osvit" (1898.), koji izlazi do 1907. godine. Ova su mostarska glasila pronosila pravašku orijentaciju za razliku od ilirske - preporodne ideje u Zagrebu i u Sarajevu. Za temeljnu odrednicu svojih programa, časopisi su uzeli prirodno, povijesno i narodno pravo Hrvata u Bosni i Hercegovini na sjedinjenje s Banskom Hrvatskom i ostalim hrvatskim zemljama. 
U preporodnom pokretu Hrvata u Bosni i Hercegovini veliku ulogu imali su franjevci. Oni su jedini imali utjecaj na hrvatske seljake koji su činili veliku većinu hrvatskog naroda u Bosni i Hercegovini. Franjevci ističu da nisu pripadnici nijedne stranke iako su im bliske ideje Stranke prava, a krajem 19. stoljeća deklariraju se kao pripadnici Stranke prava. Stalno ističu da su oni najprije Hrvati pa tek onda katolici. Dolaze u sukob s vlasti jer ona širi katoličku svijest u narodu i u tome ima oslonac u redovitoj katoličkoj hijerarhiji na čelu s nadbiskupom Stadlerom. Najpoznatiji preporoditelji bili su franjevci: Anđeo Kraljević, Radoslav Glavaš, Anđeo Nuić, Nikola Šimović, Augustin Zubac, Petar Bakula i Franjo Milićević koji su se dokazali kao graditelji, učitelji, dušobrižnici, ali i kao pisci prvih udžbenika, priručnika i kalendara, novina i samostalnih književnih ostvarenja.

## Kulturna baština
Posebni dio kulturne baštine Hrvata Bosne i Hercegovine čine franjevački samostani sa svojim čuvenim knjižnicama, galerijama, muzejima, ljekarnama i učionicama. U srednjoj Bosni glasoviti su samostani u Kraljevoj Sutjesci, Kreševu, Fojnici, Gučoj Gori, zatim samostani Petrićevac i Marija Zvijezda kraj Banje Luke, Tolisa i Plehan u Bosanskoj Posavini, širokobriješki samostan u Hercegovini pa samostani u Sarajevu, Gorici kraj Livna, Mostaru i drugdje. 
Veliki je dio franjevačkih samostana u Fojnici, Kreševu, Olovu, Širokom Brijegu, Rami, Visokom i Sutjesci posjedovao djela pisaca iz mnogih krajeva Hrvatske (Slavonije, Pokuplja, Like, Dubrovnika, Međimurja, Dalmacije) kao spise kojima su se franjevci Bosne Srebrene služili u dnevnoj vjerskoj uporabi i kao nacionalnu lektiru iz koje su crpili motive za vlastito stvaralaštvo.
Na tlu Bosne i Hercegovine sačuvano je iz vremena gotike više spomenika likovnih umjetnosti i umjetničkih obrta. Većina ih se čuva u franjevačkim samostanima Kraljeve Sutjeske, Kreševa i Fojnice. Bogati i literarno poznati inventar samostana u Srebrenici, Zvorniku, Olovu i Visokom, nepovratno je uništen u doba bečkog rata od 1683. do 1699. godine, a kreševska riznica je znatno oštećena u požaru samostana 1765. godine.
U Kraljevoj Sutjesci čuva se dio gotičkog krilnog oltara sa slikom "Poklonstvo kraljeva" na jednoj, a "Kristove muke" na drugoj plohi. Prva strana, dakle, pripada radosnom ciklusu i za prilike kada je oltar bio otvoren, a druga žalosnom ciklusu, kada su krila bila zatvorena. Majstor sutješkog preklopnog oltara potječe iz neke škole s jugoistoka Europe, možda iz Štajerske, a djelo je moguće datirati u rano 15. stoljeće. U istoj riznici čuva se još i lijepi srebreni kalež, iz druge polovice 14. ili ranog 15. stoljeća. Dio srebrenog, gravurama ukrašenog kaleža iz Kreševa (nedostaje mu originalna čaša) doima se kao djelo iz istog vremena.
Srebreni pacifikal u Kreševu zanimljiv je zbog graviranih medaljona na krajevima krakova, u kojima su prikazane osobe odjevene tipično za 15. stoljeće. Kasnogotičke elemente odaje srebrena i pozlaćena kustodija, te srebrena kadionica u istoj riznici. Zlatna vitka kasnogotička pokaznica što se čuvala u riznici samostana na Šćitu u Rami, uništena je u požaru crkve za vrijeme Drugog svjetskog rata. Od nje se sačuvala samo fotografija. Velik broj kaleža kasnogotičkog stila u Kraljevoj Sutjesci, Fojnici i Kreševu moguće je tek jednim dijelom datirati u 15. stoljeće dok je drugi njihov dio bliži 16., pa i početku 17. stoljeća.

## Obrazovanje
Nositelji pismenosti hrvatskog stanovništva u Bosni i Hercegovini bili su franjevci. O pismenosti Hrvata u BiH sačuvano je više dokumenata, ali o prvim školama su nesigurni izvori. U jednom pismu iz 1685. godine stoji kako "u Bosni ima više žena i čobana koji znaju čitati i pisati, nego što će se jedva naći u Zadarskoj nadbiskupiji", pa bi se moglo zaključiti da je pismenost išla nešto šire od samostana i župa, iako je najranije opismenjavanje bilo namijenjeno kleru i potrebama Katoličke crkve. 
Ognjišta najranije pismenosti bili su samostani, među kojima su se posebno isticali Kreševo, Fojnica, Kraljeva Sutjeska i Tolisa, a kasnije i samostani u Hercegovini (Humac i Široki Brijeg). Najstarije samostanske škole spominju se vrlo rano, 1655. godine navodi se da postoje škole u samostanima u Kreševu, Rami, Fojnici, Modriči, Srebrenici, Tuzli i Visokom. Ne zna se je li bilo i koliko djece u ovim školama koja se nisu pripremala za svećenički poziv. Međutim, i bez obzira na to tko su sve bili učenici u samostanskim školama, te škole su predstavljale izvor tadašnje pismenosti među bosanskohercegovačkim Hrvatima.
Za hrvatsko osnovno školstvo u Bosni i Hercegovini za vrijeme Turaka, najviše zasluge pripadaju Ivanu Frani Jukiću i Grgi Martiću, koji su škole osnivali, pomagali i u njima predavali. Franjevci su bili učitelji i pisci udžbenika. Od udžbenika treba spomenuti "Početak slovstva" biskupa Augustina Miletića i "Bukvar s napomenkom članaka nauka vjere za katoličku mladež u Bosni" Stjepana Marjanovića, jednog od reformatora katoličkih osnovnih škola. U prvoj hrvatskoj tiskari u Mostaru tiskan je veći broj udžbenika za katoličke osnovne škole u Hercegovini. Škole su se uzdržavale od priloga vjernika. Od druge polovice 19. stoljeća osnivaju se i posebni školski fondovi (Sarajevo, Livno). Ivan Frano Jukić se neko vrijeme zalagao da se formiraju zajednički fondovi za uzdržavanje tadašnjih katoličkih i pravoslavnih škola, ali nije došlo do ostvarivanja ove ideje.
Organiziraniji oblici osnovnog školovanja, s posebnim prostorijama, utvrđenom školskom godinom, stabilnijim nastavnim programom i udžbenicima javljaju se kod Hrvata Bosne i Hercegovine u 19. stoljeću. Austro-Ugarska je zatekla u Bosni i Hercegovini 54 katoličke škole s 56 učitelja i 2.295 učenika. Među najstarije škole spadaju katolička škola u Livnu (1820.) i u Tolisi (1823.), u Mostaru (1852.), u Mrkonjić Gradu (1850.).
Neke škole koje su ranije držali franjevci održale su se do 1883. godine, ali kasnije ih nestaje. Franjevačka provincija Bosna Srebrena danas ima tri vlastite odgojno-obrazovne ustanove: Franjevačku klasičnu gimnaziju u Visokom, Franjevački novicijat na Gorici kod Livna i Franjevačku teologiju, visokoškolsku ustanovu u Sarajevu.

## Redoslijed provincijala Bosne Srebrene
Provincijali Bosne Srebrene:
1. Fra Petar Bošnjak? (1517. – 1520.)
2. Fra Stjepan Vučilić (1520. – 1523.)
3. Fra Toma Skorojević? (1524. – 1527.)
4. Fra Ante Matković? (1527. – 1530.)
5. Fra Jure Bošnjak (1530. – 1533.)
6. N.N., provincijal (1533. – 1536.)
7. Fra Jure Divojević (1536. – 1539.)
8. Fra Petar Zlatarić? (1539. – 1542.)
9. Fra Grgo Bukovac? (1542. – 1545.)
10. Fra Pavao Čivić? (1545. – 1548.)
11. Fra Toma Skorojević (1548. – 1551.)
12. Fra Ivan Mostarac? (1551. – 1554.)
13. Fra Šimun Kamengrađanin? (1554. – 1557.)
14. Fra Ilija Ivković? (1557. – 1560.)
15. Fra Petar Runović? (1560. – 1563.)
16. Fra Jakov Tuzlak? (1563. – 1566.)
17. Fra Marijan Olovčić? (1566. – 1569.)
18. Fra Martin Kosović (1569. – 1572.)
19. Fra Ante Matković (1572. – 1573.)
20. N.N., vikar (1573. – 1574.)
21. Fra Šimun Mostarac (1574. – 1577.)
22. Fra Grgo Kučić (1577. – 1580.)
23. Fra Grgo Masnović (1580. – 1583.)
24. Fra Marijan Haljinić (1583. – 1586.)
25. Fra Franjo Baličević (1586. – 1588.)
26. N.N., provincijal (1588. – 1589.)
27. Fra Petar Zlojutrić (1589. – 1592.)
28. Fra Marijan Haljinić (1592. – 1595.)
29. N.N., provincijal (1595. – 1598.)
30. Fra Ante Milanković (1598. – 1601.)
31. Fra Stjepan Zlatarić (1601. – 1604.)
32. Fra Jakov iz Slapnice? (1604. – 1607.)
33. Fra Ilija Čakalović (1607. – 1610.)
34. Fra Martin Bilavić? (1610. – 1613.)
35. Fra Grgo Marinović (1613. – 1616.)
36. Fra Toma Ivković (1616. – 1619.)
37. Fra Luka Kačić (1619. – 1622.)
38. Fra Marijan Pavlović (1622. – 1625.)
39. Fra Toma Ivković (1625.)
40. Fra Nikola Brajković (1626. – 1628.)
41. Fra Andrija Tomanović (1628. – 1631.)
42. Fra Martin Brguljanin (1631. – 1634.)
43. Fra Nikola Brajković (1634. – 1637.)
44. Fra Marijan Maravić (1637. – 1640.)
45. Fra Martin Nikolić (1640. – 1643.)
46. Fra Petar Lipanović (1643. – 1646.)
47. Fra Mihovil Bogetić (1646. – 1649.)
48. Fra Mato Benlić (1649. – 1650.)
49. Fra Andrija Jajčanin, vikar (1651. – 1652.)
50. Fra Filip Lendić (1652. – 1655.)
51. Fra Jure Dulđerović (1655. – 1658.)
52. Fra Franjo Ogramić (1658. – 1661.)
53. Fra Franjo Miletić (1662. – 1666.)
54. Fra Jure Šabić (1666. – 1667.)
55. Fra Toma Juračić, vikar (1667. – 1669.)
56. Fra Grgo Kovačević (1669. – 1672.)
57. Fra Petar Travničanin (1672. – 1675.)
58. Fra Marko Vasiljevčanin (1675. – 1678.)
59. Fra Grgo Kovačević (1678. – 1681.)
60. Fra Andrija Šipračić (1681. – 1684.)
61. Fra Ante Gabeljak (1684. – 1685.)
62. Fra Mihovil Radnić (1685. – 1690.)
63. Fra Grgo Stanić (1690. – 1693.)
64. Fra Pavao Kačić (1693. – 1696.)
65. Fra Franjo Budalić (1696. – 1699.)
66. Fra Franjo Travničanin (1699. – 1702.)
67. Fra Grgo Gabrić (1702. – 1705.)
68. Fra Marko Bulajić (1705. – 1708.)
69. Fra Andrija Ećimović (1708. – 1711.)
70. Fra Petar Pastirović (1711. – 1714.)
71. Fra Petar Lašvanin (1714. – 1717.)
72. Fra Filip Šurković (1717. – 1720.)
73. Fra Andrija Kutjevčanin (1720. – 1723.)
74. Fra Augustin Tuzlak (1723. – 1726.)
75. Fra Pavao Nikolić (1726. – 1727.)
76. Fra Šimun Tomašević, vikar (1727. – 1728.)
77. Fra Petar Karapandžić, vikar 1729
78. Fra Ivan Kopijarević (1729. – 1732.)
79. Fra Ante Marković (1732. – 1735.)
80. Fra Luka Karagić (1735. – 1738.)
81. Fra Ivan Srijemac (1738. – 1741.)
82. Fra Filip Lastrić (1741. – 1745.)
83. Fra Franjo Ivanović (1745. – 1748.)
84. Fra Petar iz Baje (1748. – 1751.)
85. Fra Jozo Janković (1751. – 1754.)
86. Fra Ante Bačić (1754. – 1757.)
87. Fra Marko Dobretić, vikar (1757. – 1758.)
88. Fra Marko Dobretić (1758. – 1762.)
89. Fra Franjo Bogdanović (1762. – 1765.)
90. Fra Bono Benić (1765. – 1768.)
91. Fra Marko Dobretić (1768. – 1771.)
92. Fra Petar Alović (1771. – 1774.)
93. Fra Bono Benić (1774. – 1777.)
94. Fra Ivan Skočibušić (1777. – 1780.)
95. Fra Augustin Okić (1780. – 1783.)
96. Fra Grgo Ilijić ( 1783. – 1786.)
97. Fra Ivan Skočibušić (1786. – 1790.)
98. Fra Franjo Gracić (1790. – 1793.)
99. Fra Grgo Ilijić (1793. – 1796.)
100. Fra Mato Ivekić (1796. – 1799.)
101. Fra Luka Dropuljić (1799. – 1802.)
102. Fra Augustin Pejčinović (1802. – 1805.)
103. Fra Mato Ivekić (1805. – 1808.)
104. Fra Franjo Milašević (1808. – 1811.)
105. Fra Dominik Franjić (1811. – 1814.)
106. Fra Andeo Franjić (1814. – 1817.)
107. Fra Petar Kordić (1817 . - 1820.)
108. Fra Dominik Franjić (1820. – 1823.)
109. Fra Marko Ostojić (1823. – 1826.)
110. Fra Petar Kordić (1826. – 1829.)
111. Fra Ivan Kljajić (1829. – 1832.)
112. Fra Mijo Dujić (1832. – 1835.)
113. Fra Andrija Kujundžić (1835. – 1838.)
114. Fra Stjepan Marijanović (1838. – 1847.)
115. Fra Marijan Šunjić (1847. – 1851.)
116. Fra Andrija Kujundžić (1851. – 1854.)
117. Fra Martin Nedić (1854. – 1857.)
118. Fra Filip Pašalić (1857. – 1860.)
119. Fra Ante Vladić (1860. – 1863.)
120. Fra Blaž Josić (1863. – 1866.)
121. Fra Mijo Gujić (1866. – 1872.)
122. Fra Mato Čondrić (1872. – 1875.)
123. Fra Dominik Andrić (1875. – 1878.)
124. Fra Nikola Krilić (1878. – 1881.)
125. Fra Ilija Ćavarović (1881. – 1885.)
126. Fra Ante Ćurić (1885. – 1888.)
127. Fra Bono Milišić (1888. – 1891.)
128. Fra Andrija Buzuk (1891. – 1894.)
129. Fra Stjepan Čičak (1894. – 1897.)
130. Fra Anđeo Ćurić (1897. – 1900.)
131. Fra Augustin Čengić (1900. – 1903.)
132. Fra Danijel Ban (1903. – 1906.)
133. Fra Franjo Komadanović (1906. – 1909.)
134. Fra Alojzije Mišić (1909. – 1912.)
135. Fra Lovro Mihačević (1912. – 1916.)
136. Fra Jozo Andrić (1916. – 1919.)
137. Fra Bonifacije Vidović (1919. – 1922.)
138. Fra Marijan Marić (1922. – 1925.)
139. Fra Petar Ćorković (1925. – 1928.)
140. Fra Jozo Markušić (1928. – 1931.)
141. Fra Marijan Marić (1931. – 1934.)
142. Fra Alojzije Ćubelić (1934. – 1937.)
143. Fra Marijan Jakovljević (1937. – 1939.)
144. Fra Anđeo Kaić (1939. – 1942.)
145. Fra Kruno Misilo (1942. – 1945.)
146. Fra Vitomir Jeličić (1945. – 1949.)
147. Fra Jozo Markušić (1949. – 1955.)
148. Fra Boris Ilovača (1955. – 1961.)
149. Fra Vjekoslav Zirdum (1961. – 1967.)
150. Fra Vlado Karlović (1967. – 1973.)
151. Fra Šimo Šimić (1973.)
152. Fra Stjepan Vrgoč (1973. – 1976.)
153. Fra Alojzije Ištuk (1976. – 1982.)
154. Fra Luka Markešić (1982. – 1991.)
155. Fra Petar Anđelović (1991. – 2000.)
156. Fra Mijo Džolan (2000. – 2009.)
157. Fra Lovro Gavran (2009. – 2016.)
158. Fra Jozo Marinčić (2016. – 2022.)
159. Fra Zdravko Dadić (2022. – danas)

## Vanjske poveznice
- Franjevačka provincija Bosna Srebrena
- Franjevački samostan Duha Svetoga u Fojnici  Arhivirana inačica izvorne stranice od 27. ožujka 2012. (Wayback Machine)
- Franjevački samostan Kraljeva Sutjeska
- Franjevačka klasična gimnazija u Visokom  Arhivirana inačica izvorne stranice od 30. siječnja 2010. (Wayback Machine)
- Zbirka rukopisa i starih knjiga  Arhivirana inačica izvorne stranice od 13. ožujka 2005. (Wayback Machine)

- Svetište sv. Nikole Tavelića Sarajevo  Arhivirana inačica izvorne stranice od 23. rujna 2016. (Wayback Machine) Bosna Srebrena 1989.
- Svjetlo riječi  Arhivirana inačica izvorne stranice od 1. prosinca 2016. (Wayback Machine) Djelovanje bosanskih franjevaca